# خليج إكسماوث

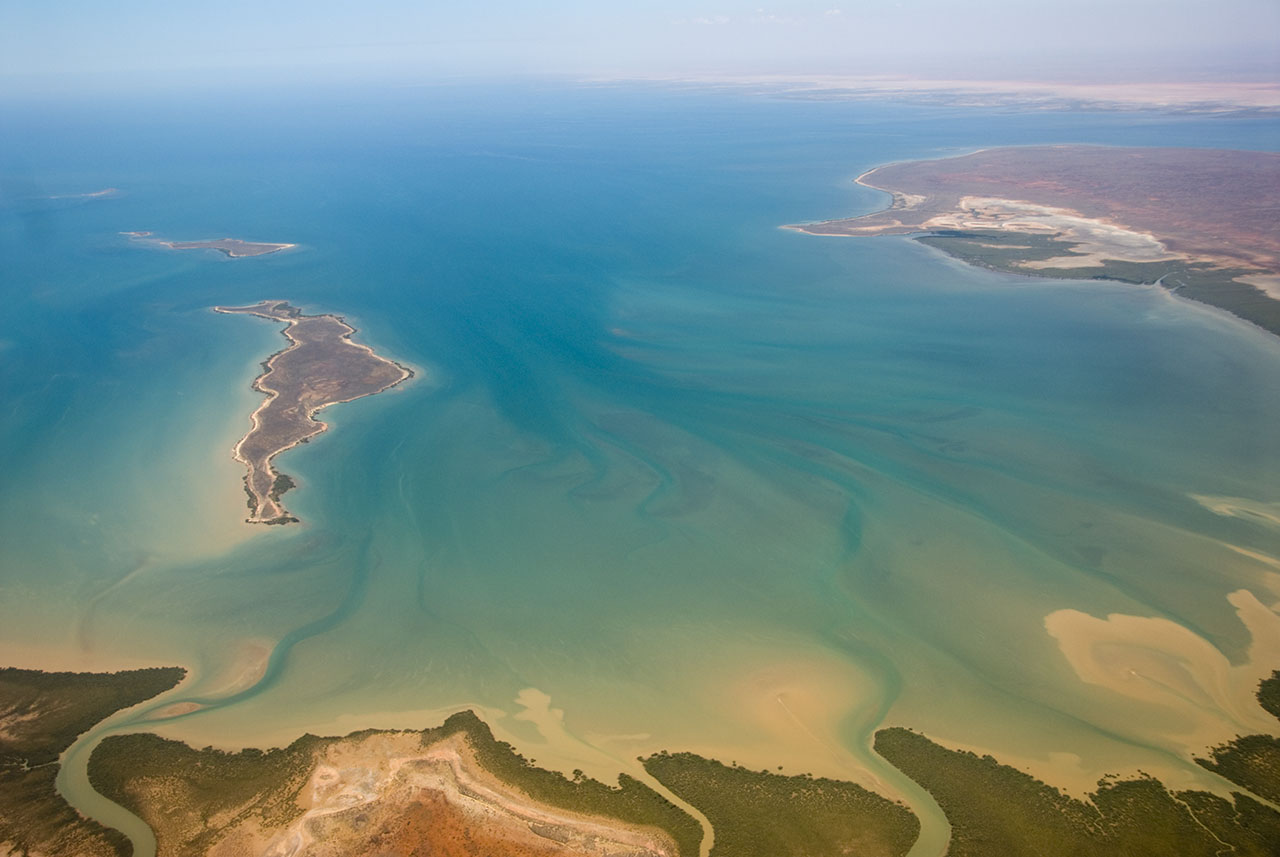
منظر لخليج إكسماوث

خليج إكسماوث (بالإنجليزية: Exmouth Gulf) هو خليج يقع في الشمال الغربي من أستراليا الغربية. يقع الخليج بين المنطقة الهضراء شمال غرب القارة وبين الساحل الرئيسي للغرب الأسترالي. يعتبر الخليج جزءا من منطقة جرف الشمال الغربي.

## البيئة
يعتبر خليج إكسماوث بيئة بحرية غنية. وهو بمثابة حضانة للحيتان الحدباء والأطوم والسلاحف. وقد أُقترح إقامت نظام للطاقة الشمسية تتمثل في برك لتبخير الملح تمتد أكثر من 30 كم على طول الساحل الجنوبي الغربي في منطقة الخليج، ولكن النقاش في الموضوع أدى لوضع حاد حول الآثار البيئية المحتملة على المنطقة. الخليج يحتضن واحدة من أكبر مصائد أسماك الجمبري غرب أستراليا، التي تديرها المجموعة الصيد كيليس، والتي تعمل تحت ترخيص من الحكومة الأسترالية الغربية.